# Calle Blomqvist
Jöns Karl (Calle) Fritjof Blomkvist, född 26 januari 1902 i Stockholm, död 1 februari 1983 i Gustavsberg, var en svensk porslinsmålare och keramikformgivare.
Blomqvist var verksam vid Gustavsbergs porslinsfabrik 1919–1971. Han började som argentamålare för Wilhelm Kåge och blev efter en tid chef för argentasalen. Tillsammans med Stig Lindberg och Berndt Friberg ställde han ut sina föremål i Gustavsbergs lokal på Birger Jarlsgatan i Stockholm 1941. Han kom senare huvudsakligen att arbeta med restaurangserviser och porslin för offentlig miljö. Blomqvist finns representerad vid Nationalmuseum i Stockholm.